# Sponville
Sponville ist eine französische Gemeinde mit 108 Einwohnern (Stand 1. Januar 2022) im Département Meurthe-et-Moselle in der Region Grand Est (vor 2016 Lothringen). Sie gehört zum Arrondissement Toul (bis 2022: Arrondissement Briey) und ist Mitglied im Gemeindeverband Communauté de communes Mad et Moselle. Die Einwohner werden Sponvillois(es) genannt.

## Geografie
Die Gemeinde liegt etwa 44 Kilometer nördlich von Toul und etwa 25 Kilometer westsüdwestlich von Metz an der Grenze zum Département Meuse. Nachbargemeinden sind Hannonville-Suzémont im Norden, Mars-la-Tour im Nordosten, Puxieux im Osten, Xonville im Südosten, Lachaussée (im Département Meuse) im Südwesten, Jonville-en-Woëvre (im Département Meuse) im Westen sowie Latour-en-Woëvre (im Département Meuse) im Nordwesten.
Der Fluss Yron durchquert die Gemeinde in nördlicher Richtung und bildet streckenweise die Gemeindegrenze zu Latour-en-Woëvre. Am Yron und nordöstlich des Dorfs sind mehrere Teiche und Seen. Das Gemeindegebiet liegt innerhalb des Regionalen Naturparks Lothringen. Über 92 % der Fläche der Gemeinde wird landwirtschaftlich genutzt.
Sponville liegt fernab von größeren Verkehrsachsen. Die Route départementale D14 verbindet die Gemeinde mit Hannonville-Suzémont im Norden und mit Xonville im Süden, die Route départementale 142 führt in westlicher Richtung zu Jonville-en-Woëvre, in östlicher Richtung zu Puxieux.

## Geschichte
Sponville gehörte historisch zur Provinz Trois-Évêchés (Drei Bistümer), die faktisch 1552 vom Heiligen Römischen Reich an Frankreich fiel. Von 1793 bis 1801 war Sponville dem Arrondissement und Distrikt Metz zugeteilt und in den Kanton Mars-la-Tour eingegliedert. Seit 1801 war die Gemeinde dem Kanton Gorze (der später zum Kanton Chambley wurde) zugeordnet. Die Gemeinde lag bis 1871 im alten Département Moselle. Nach 1871 gehörte sie zum Arrondissement Briey, ab 2023 im Zuge der Neuordnung der Arrondissements des Départements zum Arrondissement Toul.

## Bevölkerungsentwicklung
| Jahr                       | 1962 | 1968 | 1975 | 1982 | 1990 | 1999 | 2007 | 2019 |
| Einwohner                  | 146  | 123  | 103  | 98   | 112  | 136  | 116  | 112  |
| Quellen: Cassini und INSEE |      |      |      |      |      |      |      |      |

## Sehenswürdigkeiten
- Mehrere Bauernhäuser aus dem 18. und 19. Jahrhundert
- Pfarrkirche Saint-Maximin aus dem Jahr 1716
- Denkmal für die Gefallenen[1]